# Sanctusichthys rieteri
Sanctusichthys rieteri è un pesce osseo estinto, appartenente agli ionoscopiformi. Visse nel Giurassico superiore (Kimmeridgiano, circa 152 - 150 milioni di anni fa) e i suoi resti fossili sono stati ritrovati in Germania.

## Descrizione
Questo pesce possedeva un corpo slanciato e un muso piuttosto allungato. Era caratterizzato da una peculiare disposizione delle ossa del tetto cranico e dei canali sensori della testa. Sanctusichthys era inoltre caratterizzato da un tipo di squamatura unica, composta da minuscole scaglie simili a quelle degli attuali lepisostei, ma prive o quasi del tipico strato di ganoina. Una caratteristica ancor più insolita di Sanctusichthys era la presenza di una serie di ossa poste tra le ossa frontali e le ossa sopraorbitali, una delle quali portava una porzione del canale sensorio sopraorbitale tra le ossa frontali e nasali. Queste ossa, note come parafrontali, sono del tutto sconosciute in altri pesci attinotterigi. 

## Classificazione
Un'analisi cladistica ha indicato che Sanctusichthys era un rappresentante degli ionoscopiformi, un gruppo di pesci alecomorfi strettamente imparentati con gli amiiformi. Non è chiaro, però, quali fossero le reali parentele di Sanctusichthys all'interno del gruppo.
Sanctusichthys rieteri venne descritto per la prima volta nel 2020, sulla base di resti fossili ritrovati nella zona di Nusplingen, in Germania meridionale, in terreni risalenti al Kimmeridgiano. 

## Paleoeocologia
Sanctusichthys era un pesce predatore che viveva in lagune dalle acque basse e calme. 
È interessante notare che gli ionoscopiformi erano molto differenziati nei depositi del Giurassico superiore della Germania meridionale: nella sola cava di Nusplingen rappresentano circa il 15% dei taxa di attinotterigi.